# Witkeelmeerkat
De witkeelmeerkat (Cercopithecus mitis albogularis) is een ondersoort van de diadeemmeerkat. De witkeelmeerkat kan worden aangetroffen in wouden in het oosten en zuiden van Afrika. De ondersoort wordt soms als aparte soort gerekend.

## Uiterlijke kenmerken
De witkeelmeerkat is een vrij grote meerkat. Hij dankt zijn naam aan de witte vlek die zich uitstrekt van de keel tot de borst. Hij heeft een grijzig kastanjebruine vacht over de rug, van de schouders tot de staartwortel en op de kruin. De schouders, ledematen en staart zijn zwart tot roetgrijs van kleur. De buikzijde en binnenzijde van de ledematen is witachtig of gelig. Het gezicht is donkerbruin van kleur.
Bij de verwante diadeemmeerkat ontbreekt de witte keelvlek, is er een duidelijk zichtbare diadeem en is de kruin zwart, in plaats van grijs. De vervet (Chlorocebus pygerythrus), een andere meerkat waarmee het leefgebied soms overlapt, is iets kleiner en slanker, lichter van kleur en heeft een zwart gezicht.
Mannetjes zijn groter dan vrouwtjes. De witkeelmeerkat heeft een totale lengte van 110 cm voor vrouwtjes en 140 cm voor mannetjes. De staart is 50 tot 70 cm lang. Mannetjes hebben een lichaamsgewicht van 8,2 tot 11 kg (gemiddeld 9,3 kg), vrouwtjes 4,5 tot 5,2 kg (gemiddeld 4,9 kg).

## Taxonomie
De witkeelmeerkat wordt, evenals de zilvermeerkat (Cercopithecus mitis dogetti) en de gouden meerkat (Cercopithecus mitis kandti), tot dezelfde soort gerekend als de diadeemmeerkat (Cercopithecus mitis). De nauwste verwant van deze meerkatten is de grote witneusmeerkat (Cercopithecus nictitans). Gezamenlijk vormen ze de nictitans-groep binnen het geslacht van de echte meerkatten (Cercopithecus).

## Verspreiding en leefgebied
De witkeelmeerkat is verbonden aan vochtige bossen, waaronder regenwouden, rivierbossen en boomplantages. Bij het foerageren waagt hij zich ook aan de bosrand en in meer open bosgebied, maar hij blijft altijd dicht bij het bos.
Het verspreidingsgebied van de witkeelmeerkat strekt zich uit van Ethiopië en Somalië tot de oostkust van Zuid-Afrika, alsmede het zuiden en oosten van de Democratische Republiek Congo en Noordwest-Angola. Hij is tevens te vinden op de eilanden Zanzibar, Phylax en Mafia. Tussen Ethiopië en Zuid-Afrika is hij verbonden aan de regenwouden langs de Indische Oceaankust en de bossen langs de rivieren die hierin uitmonden. In Zuid-Afrika is hij te vinden in geïsoleerde populaties van Oost-Kaap tot KwaZoeloe-Natal en Mpumalanga en de zuidelijke hellingen van de Soutpansberg.

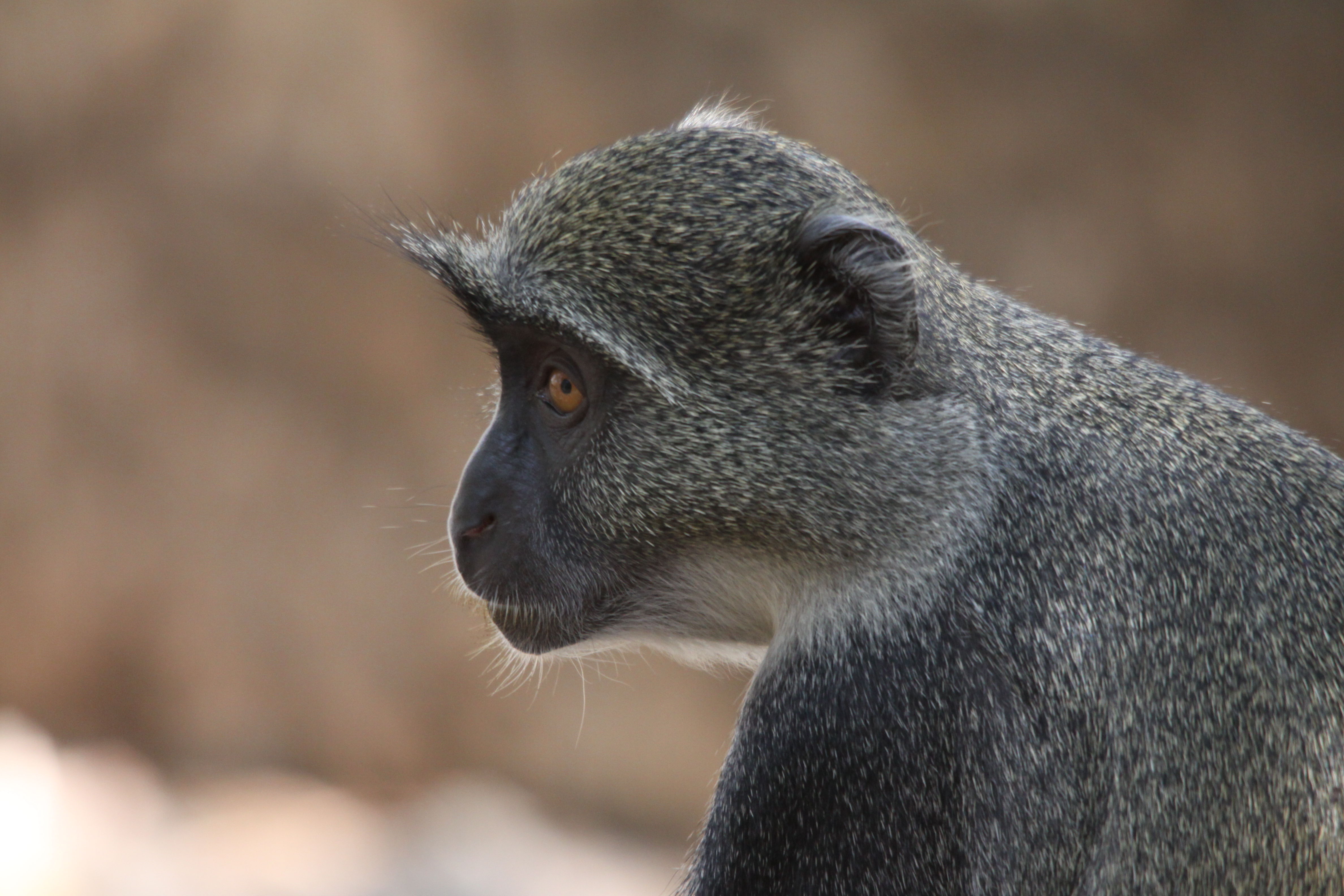
Witkeelmeerkat in Ethiopië

## Leefwijze
De witkeelmeerkat is overdag actief. De nacht brengt hij door in hoge bomen. Hij brengt het grootste deel van zijn leven door in bomen en komt zelden naar de grond. Op het heetst van de dag zoeken zij verkoeling in de schaduw van de bladeren.

### Voedsel
De witkeelmeerkat foerageert voornamelijk in de bomen, zelden op de grond. Hij leeft voornamelijk van fruit, aangevuld met bloemen, bladeren, gom, zaden en insecten. Vooral rupsen zijn populair. Soms eet hij ook schors van naaldhout, landbouwgewassen en vogeleieren en jonge vogels.

### Sociaal gedrag
De witkeelmeerkat is een sociale soort, die leeft in groepen van gemiddeld 13 tot 21 dieren (maximaal 35). Grote groepen bevatten vaak drie of meer mannetjes, waaronder één dominant dier, kleine groepjes bestaan meestal uit één mannetje en drie tot acht vrouwtjes en hun jongen. De band tussen dieren wordt versterkt door onderling vlooien. Agressief gedrag komt zelden voor tussen groepsgenoten. Mannetjes zijn de bewakers van de groep en degenen die alarm slaan bij gevaar.
Het leefgebied van de groep beslaat 15 tot 20 hectare. Gebieden met veel voedsel en apen worden door de mannetjes territoriaal verdedigd.
Mannetjes die niet aan een groep zijn verbonden, leven alleen of in kleine vrijgezellengroepjes. Om een groep vrouwtjes over te kunnen nemen, moeten zij het dominante mannetje verdrijven. Vervolgens plegen de dieren infanticide: zij doden de aanwezige jongen in de groep. In dichtbevolkte gebieden hoeven zij een groep niet over te nemen om te kunnen paren, maar zullen zij buiten het oog van de mannetjes van de troep met vrouwtjes paren en vervolgens weer wegtrekken.

### Voortplanting
Na een draagtijd van 140 dagen wordt één, zelden twee jongen geboren. De jongen worden geboren in de zomer. De exacte werptijd verschilt per regio: in Limpopo, Zuid-Afrika worden de jongen geboren tussen september en april, terwijl in iSimangaliso Wetland Park, Zuid-Afrika jongen worden geboren tussen november en februari. Het jong is bij de geboorte donkergrijs tot vrijwel geheel zwart van kleur. Na twee maanden zijn de jongen onafhankelijk. Mannetjes zijn na zes jaar geslachtsrijp.

### Communicatie
Bij gevaar geeft een volwassen mannetje een luide, herhaalde alarmroep: nyah. Bij confrontaties tussen troepen geven de volwassen mannetjes, een luide, bulderende roep. Vrouwtjes en jongen slaan bij dreiging schreeuwen, gillen en kakelende geluiden uit.

## Relatie met de mens
De witkeelmeerkat is een algemene diersoort. De IUCN beschouwt hem als niet bedreigd. Wel is de soort gevoelig voor boskap. In Zuid-Afrika wordt de soort als kwetsbaar beschouwd.
Omdat de soort schors eet, wordt de soort op naaldboomplantages als plaagdier gezien.